# Julie Houmann
Julie Houmann (* 22. November 1979) ist eine dänische Badmintonspielerin. 

## Karriere
Julie Houmann gewann 2001 die Slovak International und die Norwegian International. 2003 siegte sie bei den Finnish International und den Portugal International. 2008 war sie bei den Swedish International Stockholm erfolgreich.

## Sportliche Erfolge
| Saison | Veranstaltung                   | Disziplin   | Platz | Name                                |
| ------ | ------------------------------- | ----------- | ----- | ----------------------------------- |
| 2001   | Slovak International            | Mixed       | 1     | Jesper Thomsen / Julie Houmann      |
| 2001   | Norwegian International         | Damendoppel | 1     | Karina Sørensen / Julie Houmann     |
| 2003   | Finnish International           | Mixed       | 1     | Thomas Laybourn / Julie Houmann     |
| 2003   | Portugal International          | Damendoppel | 1     | Julie Houmann / Helle Nielsen       |
| 2006   | Spanish International           | Damendoppel | 2     | Mette Nielsen / Julie Houmann       |
| 2008   | Swedish International Stockholm | Mixed       | 1     | Peter Steffensen / Julie Houmann    |
| 2010   | Dutch International             | Mixed       | 2     | Christian Skovgaard / Julie Houmann |
| 2012   | Denmark International           | Mixed       | 1     | Mads Pieler Kolding / Julie Houmann |
| 2012   | Badminton-Europameisterschaft   | Mixed       | 2     | Mads Pieler Kolding / Julie Houmann |
| 2012   | Bitburger Open                  | Mixed       | 1     | Anders Kristiansen / Julie Houmann  |